# 白眶鹟莺
白眶鶲莺（学名：Phylloscopus intermedius）为鶲科鶲莺属的鸟类。该物种的模式产地在尼泊尔。

## 亚种
- 白眶鶲莺华南亚种（学名：Phylloscopus intermedius intermedius）。在中国大陆，分布于福建、云南、福建、广东等地。该物种的模式产地在福建。[2]